# Aulorrínquids
Els aulorrínquids (Aulorhynchidae) són una família de peixos teleostis de l'ordre Gasterosteiformes. Es distribueixen per les costes del Pacífic nord, des del Japó fins a Mèxic.

## Gèneres i espècies
Existeixen només dues espècies d'aquesta família:
- Gènere Aulichthys
  - Aulichthys japonicus (Brevoort en Gill, 1862)
- Gènere Aulorhynchus
  - Aulorhynchus flavidus (Gill, 1861)